# UB-111号潜艇
陛下之UB-111号艇是德意志帝国海军于第一次世界大战期间建造的其中一艘UB-III型近岸潜艇或称U艇。它由汉堡的布洛姆与福斯船厂承建，于1917年9月1日新船下水，至1918年4月5日交付使用。其全长55.3米，水面及水下排水量分别为510吨和629吨，艇载武器则包括五具500毫米鱼雷发射管以及一门105毫米口径甲板炮。UB-111号入役后曾相继被部署至佛兰德区舰队和第二区舰队，并参与了大西洋潜艇战。在三次巡逻期间，该艇合共击沉7艘中立国商船，容积总吨累计为694吨。战后，根据对德停战协定的要求，UB-111号于1918年11月21日被引渡至英国哈维奇正式向协约国投降，至1919－1920年间在博內斯拆解报废。

## 设计
UB-111号是汉堡布洛姆与福斯船厂承建的第三批次（UB-103至UB-117号）UB-III型潜艇的九号艇，由德意志帝国海军潜艇监察局于1917年2月6日订购，至同年9月1日下水。其全长55.30米，舷宽5.80米。艇体采用双壳体结构，水面及水下排水量分别为510吨和629吨，浮起时的吃水深度为3.70米。由于无需像UC-II型艇那样提供水雷布设装置，设计工程师对潜艇舷弧进行了优化，增大了司令塔体积，配备两具潜望镜，司令塔与控制室之间增加一道水密舱壁。这些改进显著提高了潜艇的水下机动性和生存力。为了达到更高的航速，UB-111号采用两台猛狮-伏尔铿六缸四冲程550匹公制馬力（405千瓦特）柴油机用于水面运行，以及两台394匹公制馬力（290千瓦特）的玛菲电动发电机用于水下航行；水面最高航速13.3節（24.6每小時），水下7.5節（13.9每小時）；能够在水面以6節（11每小時）航速续航7,420海里（13,740），或以4節（7.4每小時）连续在水下航行55海里（102）而无需充电。
UB-111号的主武器为五具500毫米艇艏鱼雷发射管，其中艇艏四具采用层叠式布局分居两侧、艇艉一具，并可搭载合共10枚G6型鱼雷。辅助武器则是一门105毫米45倍径速射炮。其标准船员编制为3名军官加31名水兵。

## 服役历史
1918年4月5日，UB-111号在曾历任UC-1、UC-16和UB-54号艇长、经验丰富的海军中尉埃贡·冯·韦尔纳的指挥下正式入役，随即展开海试。完成海试后，该艇于6月27日被编入驻泽布吕赫的佛兰德区舰队，并参与了大西洋潜艇战，在北海的霍夫登、北海海峡以及设得兰群岛周边等水域完成三次巡逻。其中，UB-111号曾于8月24日当天在史密斯·诺尔沙洲（Smiths Knoll）以东水面接连击沉中立国荷兰的7艘渔船，容积总吨累计为694吨。这7艘渔船全数是被潜艇官兵截停、登船并使用炸药凿沉，成为UB-111号取得的仅有战功。至10月初，随着德军从西线撤退，佛兰德基地遭废弃，该艇被转移回德国，并于10月14日编入第二区舰队，但未再参与巡逻。战后，根据对德停战协定的要求，UB-111号于1918年11月21日被引渡至英国哈维奇正式向协约国投降，至1919－1920年间在博內斯拆解报废。

## 袭击历史摘要
| 日期          | 船名            | 船籍 | 吨位 | 结局 |
| ------------- | --------------- | ---- | ---- | ---- |
| 1918年8月24日 | 荷兰迪亚号      | 荷蘭 | 103  | 击沉 |
| 1918年8月24日 | 汤姆森少校号    | 荷蘭 | 113  | 击沉 |
| 1918年8月24日 | 玛利亚·约翰娜号 | 荷蘭 | 126  | 击沉 |
| 1918年8月24日 | 尼尔兰迪亚二号  | 荷蘭 | 100  | 击沉 |
| 1918年8月24日 | 尼尔兰迪亚三号  | 荷蘭 | 117  | 击沉 |
| 1918年8月24日 | 塞昆达号        | 荷蘭 | 30   | 击沉 |
| 1918年8月24日 | 斯特拉号        | 荷蘭 | 105  | 击沉 |

## 脚注
1. ↑  Rössler，第66頁.
2. 1 2  Helgason, Guðmundur. . German and Austrian U-boats of World War I - Kaiserliche Marine - Uboat.net.   [2022-06-06].
3. 1 2 3 4  Gröner 1991，第25-30頁.
4. 1 2 3  Helgason, Guðmundur. . German and Austrian U-boats of World War I - Kaiserliche Marine - Uboat.net.   [2015-03-09].
5. ↑  陈进，第239頁.
6. ↑  NARS，第57頁.
7. 1 2  Helgason, Guðmundur. . German and Austrian U-boats of World War I - Kaiserliche Marine - Uboat.net.   [2015-03-09].